# Mallerenga cuallarga mitrada
La mallerenga cuallarga mitrada (Leptopoecile elegans) és una espècie d'ocell de la família dels egitàlids (Aegithalidae). El seu estat de conservació es considera de risc mínim.

## Hàbitat i distribució
Habita boscos de coníferes al Tibet i Xina central, al sud de Kansu, est de Tsinghai i Szechwan.